# Emil Rostrup
Frederik Georg Emil Rostrup, född 28 januari 1831 på Steensgård på Lolland, död 16 januari 1907 i Köpenhamn, var en dansk botaniker. 
Rostrup tog 1857 polyteknisk examen, blev 1858 lärare vid seminariet i Skaarup, 1883 docent och 1902 professor i växtfysiologi vid Landbohøjskolen och samtidigt regeringens konsulent i växtsjukdomar. Sedan 1879 sekreterare i Foreningen for kulturplanternes forbedring, blev han 1882 ledamot, senare ordförande i Frökontrolkommissionen och 1890 medlem av Landhusholdningsselskabets styrelse och hade sålunda ett omfattande arbete i rent praktiska syften. Därjämte utvecklade han stor vetenskaplig verksamhet. 
Förutom många mindre avhandlingar författade han Vejledning i den danske flora (1860; 11:e upplagan 1912), Lollands vegetationsforhold (1864), Lichenes danicæ (1869), Blomsterløse planter (1869), Færøernes flora (1870), De danske foderurter (1877; tillsammans med Johan Lange), Afbildning og beskrivelse af de farligste snyltesvampe i Danmarks skove (1889), Sygdomme hos landbrugsplanter foraarsagede af snyltesvampe (1893; andra upplagan 1903), Marktidselen (1902), samarbete av hans egen och en annan botanikers prisskrifter för 1873, och huvudverket Plantepatologi (1902). 
De senare åren sysslade han företrädesvis med studiet av svampar, och efter hans död utgavs 1913 praktverket Danish fungi efter hans herbarium. Han blev 1882 ledamot av Videnskabernes Selskab, 1888 av Fysiografiska sällskapet i Lund och 1890 av Lantbruksakademien; 1894 blev han hedersdoktor vid Köpenhamns universitet. Hans byst är rest i Landbohøjskolens trädgård.
Auktorsnamnet Rostr. kan användas för Emil Rostrup i samband med ett vetenskapligt namn inom botaniken; se Wikipediaartiklar som länkar till auktorsnamnet.

## Utmärkelser
- Riddare av Dannebrogorden,  1888[2]
- Dannebrogsmännens hederstecken,  1893[2]

[Redigera Wikidata]